# Aidablennius sphynx
Aidablennius · Blennie sphinx
Genre
Espèce
Statut de conservation UICN

 LC  : Préoccupation mineure
Aidablennius sphynx, la Blennie sphinx, unique représentant du genre Aidablennius, est une espèce de poissons marins de la famille des Blenniidae.

## Répartition et habitat

### Répartition
Cette espèce est largement distribuée dans les eaux subtropicales de toute la mer Méditerranée et s'étend en dehors de celle-ci, par la côte atlantique du Maroc et la mer Noire. Elle se rencontre en Albanie, en Algérie, en Bulgarie, à Chypre, en Croatie, en Espagne, en France, à Gibraltar, en Grèce, en Géorgie, en Israël, en Italie, au Liban, en Libye, à Malte, au Maroc, à Monaco, en Roumanie, en Slovénie, en Syrie, en Tunisie, en Turquie et en Ukraine.

### Habitat naturel
Comme ce poisson démersal peut très bien vivre dans des structures artificielles, il existe une grande quantité d'habitats à sa disposition dans cette zone avec beaucoup d'installations touristiques. Il préfère les zones rocheuses avec des cachettes à l'ombre et dans des terrasses d'algues.
Cette espèce est menacée par la pollution. Pourtant on ne remarque pas trop de diminutions de ses populations. L'espèce est ainsi qualifiée d'espèce commune et en "préoccupation mineure" dans la liste rouge mondiale.

## Description
L'espèce présente la forme caractéristique des Blenniidae et une coloration cryptique verdâtre. Sa longueur maximale décrite est de 8 cm.

## Comportement
Les individus sont omnivores, se nourrissant d'invertébrés benthiques et d'algues.
Leur reproduction est ovipare. Leurs œufs sont démersaux et adhésifs, unis au substrat par un coussinet ou socle filamenteux et adhésif,.
Les mâles gardent les œufs dans des terriers. Lorsqu'elles éclosent, les larves sont planctoniques. On les trouve souvent en eaux côtières peu profondes.

## Systématique
Le nom valide complet (avec auteur) de ce taxon est Aidablennius sphynx (Valenciennes, 1836).
Ce taxon porte en français le nom vernaculaire ou normalisé suivant : Blennie sphinx,.
Aidablennius sphynx a pour synonymes :
- Aidablennius sphinx (Valenciennes, 1836)
- Blennius sphinx Valenciennes, 1836
- Blennius sphynx Valenciennes, 1836

## Étymologie
Le nom générique, Aidablennius, se compose d’Aida dont l'allusion n'est pas expliquée mais pourrait faire référence à Aida, l'opéra de Giuseppe Verdi qui s'est tenu en Égypte et pourrait être en lien avec l'épithète spécifique, sphynx, et de Blennius, le genre original de cette famille.
L'épithète spécifique, sphinx, n'a pas, non plus, une étymologie expliquée mais pourrait faire référence à Sphinx, le genre de papillons nocturnes que cette espèce de poissons fait penser, en effet Valenciennes aurait écrit « une charmante petite espèce avec une [nageoire] dorsale haute comme la blennie papillon, et habillée des plus belles couleurs ».